# أربيان حرموني
الأربيان الحرموني (باللاتينية: Anthemis hermonis) نوع نباتي يتبع جنس الأربيان من الفصيلة النجمية.

## الموئل والانتشار
موطنه بلاد الشام.